# Rhinella acutirostris
Rhinella acutirostris е вид земноводно от семейство Крастави жаби (Bufonidae).

## Разпространение
Видът е разпространен в Бразилия, Венецуела, Колумбия и Панама.